# Dodge 600
La Dodge 600 est une voiture intermédiaire construite par Dodge. Elle a été introduite en 1982 en tant que modèle de 1983, basée sur la plate - forme Chrysler E, et a été abandonné après 1988. C’était la réponse de Chrysler à GM. Elle a remplacé la 400. (Les Dodge 600 coupés et convertibles étaient essentiellement des 400 rebadgés.)

## Début
La 600 était censée être la réponse de Dodge aux berlines européennes. Son nom numérique et le style de gamme arrière a été conçu pour évoquer le luxe équivalent à Mercedes-Benz, cependant, elle correspondait davantage à des voitures nord-américaines contemporaines telles que la Chevrolet Celebrity, la Pontiac 6000 et la Ford Fairmont (la 600 ressemblait en fait plus à la Dodge Mirada qu'à n'importe quelle voiture européenne). Elle a fait ses débuts en tant que berline quatre portes, disponible en deux versions : Base et ES ("Euro Sport"). La puissance était fournie par un 2,2 L 4 cylindres, et le 2,6 L 4 cylindres construit par Mitsubishi disponible en option.

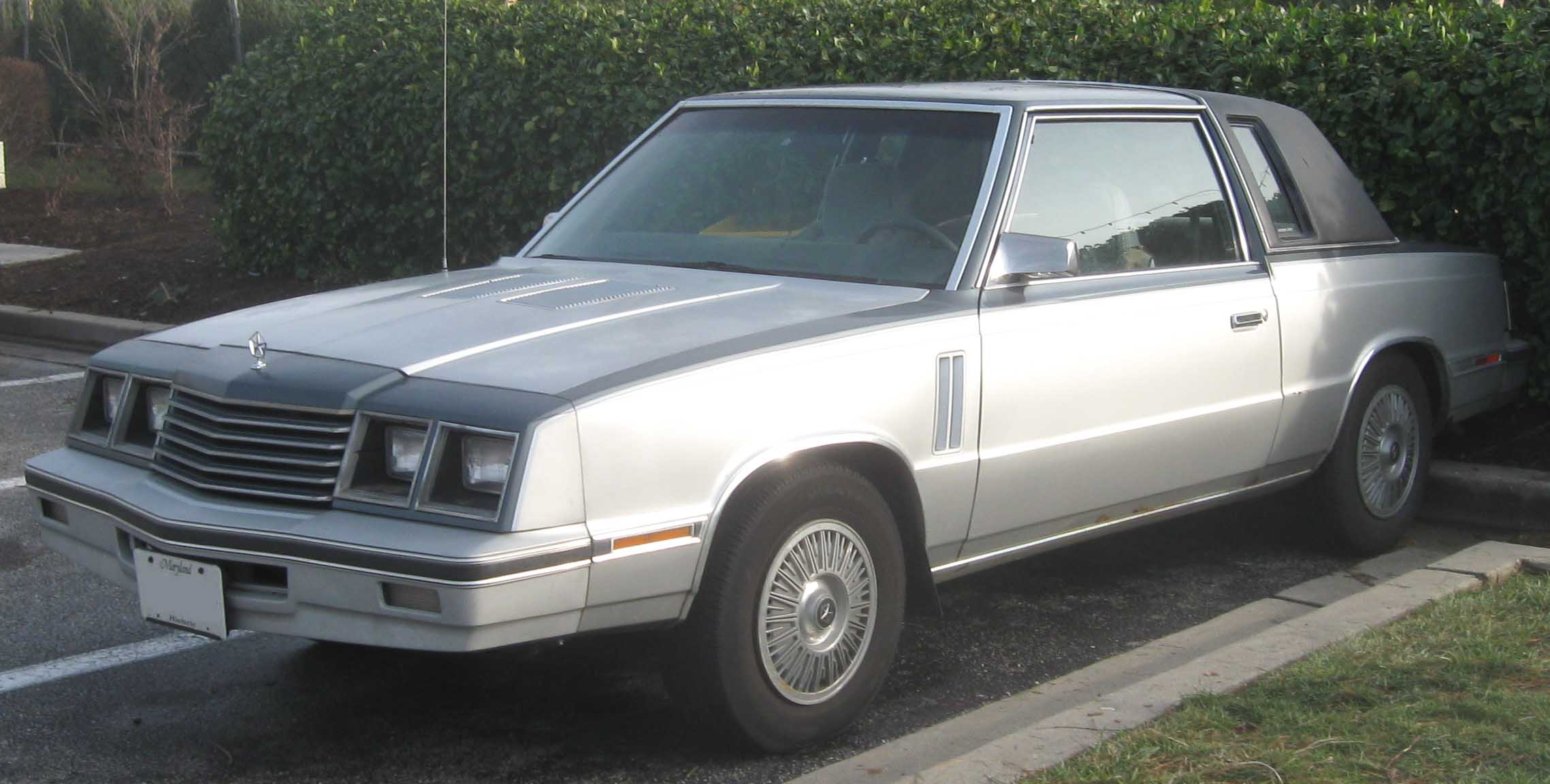
Coupé Dodge 600 1984-1985
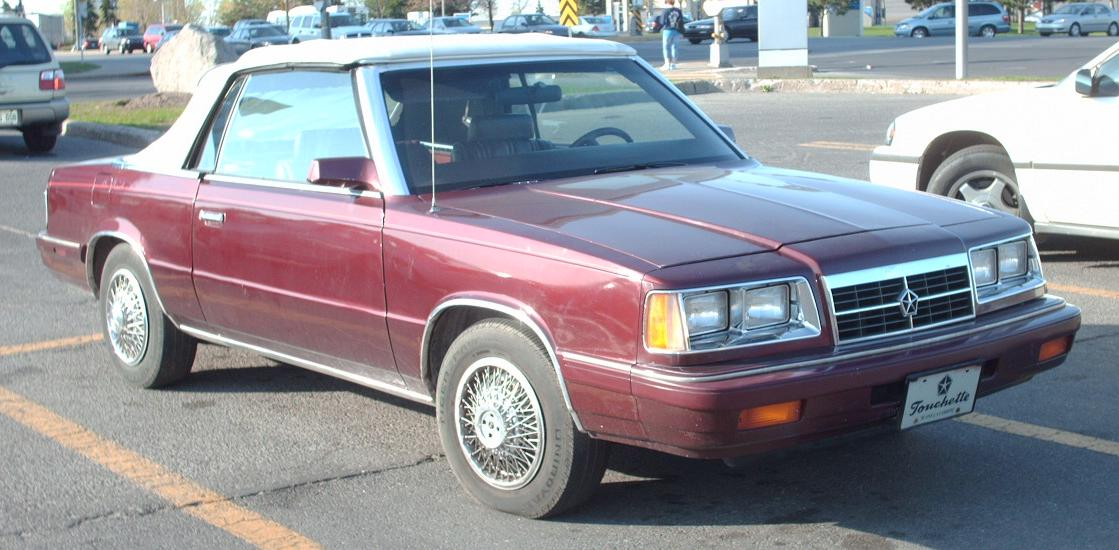
Dodge 600 décapotable 1986
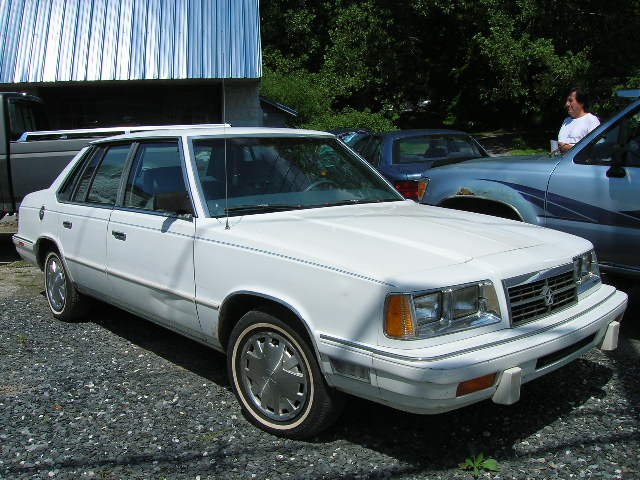
Berline Dodge 600 1988
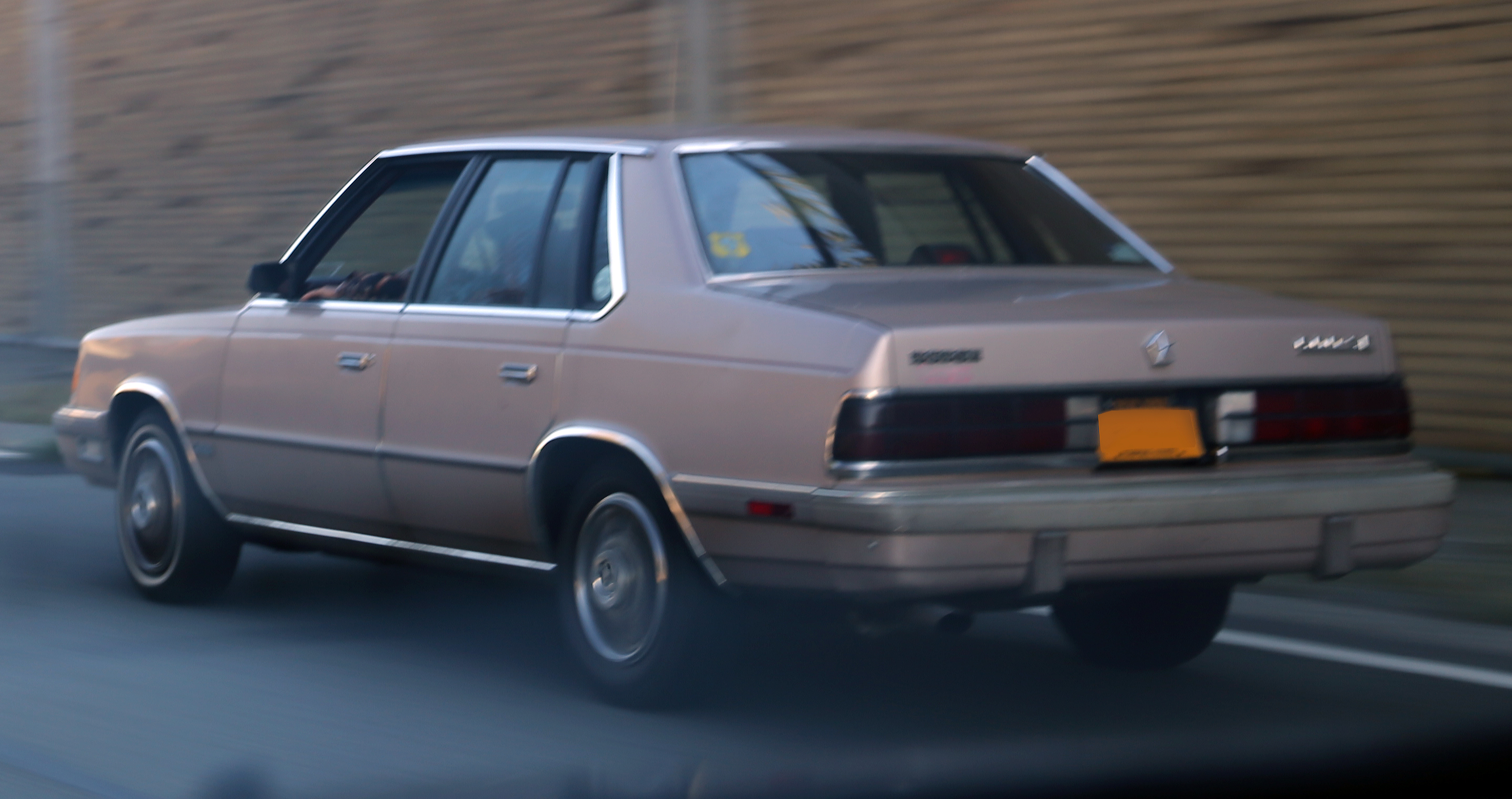
Arrière de la berline 600 SE de 1986 à 1988

Les ventes de la 600 ont presque doublé au cours de sa deuxième année de production. Cela était en grande partie dû à l'ajout de l'ancien style coupé et cabriolet de la 400 à la gamme 600 (qui restait sur la plate-forme K). Comme la plupart des dérivés de voitures à plate-forme K de milieu de gamme à haut de gamme, les tableaux de bord numériques et l'alerte vocale électronique étaient des options.

## ES Turbo
En 1984, Dodge introduisit une nouvelle version sportive "ES Turbo" pour les décapotables. Il était équipé du nouveau 2,2 L de Chrysler de 144 ch (106 kW), turbocompressé (qui est également devenu une option sur les berlines et les coupés) et une suspension "ES" spécialement adaptée. À l’intérieur, les sièges en cuir étaient de série, le tableau de bord numérique et le volant à quatre branches également (redessiné en 1985). Des repères extérieurs visuels distinguent les modèles ES des cabriolets de base par des garnitures noircies (remplaçant une grande partie du chrome), ou encore des roues de 15 pouces en aluminium de style "pizza", insignes de couvercle de coffre "ES", insignes d'ailes Turbo et double évents de capot fonctionnels.
Les ventes de la ES Turbo étaient initialement faibles, avec seulement 1 786 exemplaires vendus en 1984. La production est passée à 5 621 en 1985, puis à 4 759 en 1986, après quoi le modèle a été abandonné avec les autres versions 600 cabriolet. Le prix de base de la ES Cabriolet en 1986 était de 14 856 $.

## Changements intermédiaires
Plusieurs modifications ont été apportées à la 600 en 1985. La berline 600 a été déplacée sur un empattement plus long, l'ancienne base et les versions ES ont été abandonnées et remplacées par une nouvelle version SE. Cela est dû en partie à la nouvelle Lancer, qui aurait directement concurrencé la 600 (la transmission manuelle à 5 vitesses n’était plus proposée, afin de limiter au maximum la concurrence entre la Lancer et la 600). Le coupé et la décapotable n'ont relativement pas changé, à l'exception de légères modifications de la finition et de l'intérieur. Le seul progrès significatif a été le remplacement du carburateur à rétroaction électronique Holley à deux corps du moteur 2,2 L par un système électronique d'injection de carburant.
La finition de base de la berline est revenue en 1986, tandis que les 600 étaient toutes équipées de nouveaux carénages avant et arrière restylés (l'avant, en particulier, adoptait la calandre en croix désormais connue, laissant tomber les lattes horizontales inspirées de la Mirada). Le 2,6 L a été remplacé par un 2,5 L, version élargie du 2,2 L.

## Fin de production
La suppression progressive de la 600 a commencé en 1987 avec l’abandon des versions coupé et cabriolet. La production de la berline a pris fin en 1988. La 600 a été remplacée par la Dodge Dynasty de 1988 (une Chrysler au Canada, alors que le successeur canadien est la Dodge Spirit).  
Il y avait des négociations pour construire la voiture en Chine après la fin de la production. Hongqi a importé quelques modèles 600, a modifié son train arrière et a changé l'insigne, dans l’intention de les vendre sous le nom de Hongqi CA750F en Chine. Cependant, les perspectives à long terme de Volkswagen ont convaincu les Chinois autrement et Hongqi a choisi de construire l’Audi 100 , bien qu’elle soit équipée localement du quatre cylindres en ligne de 2,2 litres de Chrysler.

## Ventes
| Année | Unités  |
| ----- | ------- |
| 1983  | 33 488  |
| 1984  | 61 637  |
| 1985  | 58 847  |
| 1986  | 59 677  |
| 1987  | 40 391  |
| 1988  | 55 550  |
| Total | 309 590 |